# William Burges
William Burges (2 tháng 12 năm 1827 - 20 tháng 4 năm 1881) là một kiến trúc sư và nhà thiết kế người Anh. Trong số những kiến trúc sư vĩ đại nhất trong thời kì Victoria, ông muốn những công trình của mình thoát khỏi khuôn mẫu của sự công nghiệp hóa ở thế kỷ XIX và cả phong cách Tân cổ điển và đưa kiến trúc cùng giá trị xã hội của nước Anh lý tưởng thời trung cổ quay trở lại. William Burges theo phong cách Phục hưng Gothic, các công trình của ông mang dáng dấp những công trình thời Tiền Raphael và báo trước về trào lưu nghệ thuật thủ công sắp đến.
Sự nghiệp của Burges ngắn nhưng nổi tiếng; ông đã nhận được hoa hồng đầu tiên với công trình Nhà thờ Saint Fin Barre ở Cork vào năm 1863, khi ông 35 tuổi, và năm 1881, ông qua đời tại nhà ở Kensington, The Tower House, chỉ mới 53 tuổi. Sản phẩm kiến trúc của ông ít nhưng đa dạng. Ông làm việc với một đội ngũ thợ thủ công lâu năm, ông đã xây dựng nhà thờ, nhà kho, trường đại học, trường học, nhà ở và lâu đài.

## Thời thơ ấu
William Burges sinh ngày 2 tháng 12 năm 1827, là con trai của Alfred Burges (1796-1886), một kỹ sư xây dựng giàu có. Alfred Burges đã kiếm được một số tiền đáng kể, khoảng £113,000 (£15.548.301 vào năm 2025) khi ông qua đời, cho phép con trai mình cống hiến cuộc đời mình cho việc nghiên cứu và thực hành kiến trúc mà không cần phải kiếm sống.

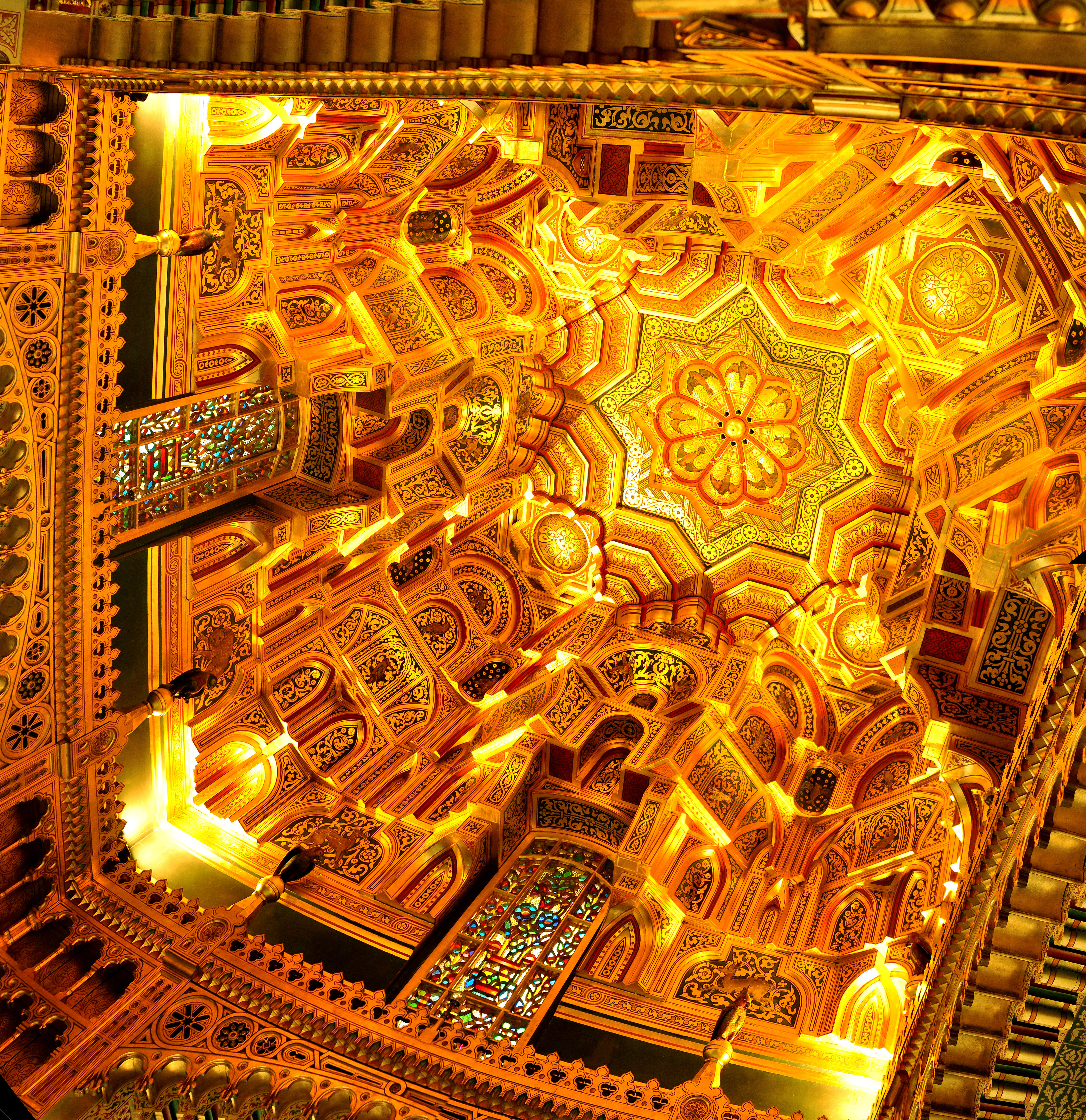
The Arab Room ceiling – Lâu đài Cardiff

Năm 1839, William Burges vào trường King's College, Luân Đôn để nghiên cứu kỹ thuật, những người cùng thời của ông ở đó bao gồm Dante Gabriel Rossetti và William Michael Rossetti. Ông rời đó năm 1844 để tham gia vào văn phòng của Edward Blore, tu viện Westminster. Blore là một kiến trúc sư đã làm việc cho cả William IV và Victoria của Anh và đã làm nên danh tiếng của ông như là một người đề xướng kiến trúc phục hưng. Năm 1848 hoặc 1849, Burges chuyển đến văn phòng của Matthew Digby Wyatt. Wyatt nổi tiếng hơn so với kiến trúc sư như Blore, chứng minh vai trò dẫn đầu của mình trong sự chỉ đạo của Triển lãm lớn năm 1851. Tác phẩm của Burges với Wyatt, đặc biệt là Tòa án Trung cổ cho triển lãm này, có ảnh hưởng đến quá trình phát triển sau này của sự nghiệp. Trong thời gian này, ông cũng làm việc cho các bản vẽ của kim loại thời trung cổ cho cuốn sách của Wyatt, Metalwork, xuất bản năm 1852, và trợ giúp Henry Clutton với các minh hoạ cho các tác phẩm của ông.

## Danh sách các công trình

### Các tòa nhà
- Salisbury Cathedral, Wiltshire 1855–59 – Chapter House restoration[11]
- Treverbyn Vean, Cornwall, 1858–62 – decoration and fittings for Col. C L Somers Cocks.[12] Since altered
- Gayhurst House, Buckinghamshire, 1858–65 – alterations for Lord Carrington[13]
- Bewholme Vicarage, East Riding of Yorkshire, 1859 – commission for an unknown client[14]
- Maison Dieu, Dover and Town Hall, 1859–75 – alterations and extensions[15]
- Waltham Abbey, 1859–77 – restoration[16]
- Elizabeth Almshouses[17] and Chapel, Worthing, Sussex 1860 – for his father, Alfred, who founded the charity[18]
- The Old School House, Winchfield, Hampshire, 1860–61[19]
- All Saints Church, Fleet, Hampshire, 1860–62[20]
- Saint Fin Barre's Cathedral, Cork, Ireland, 1863–1904[21]
- Yorke Almshouses, Forthampton, Gloucestershire, 1863–64[22]
- Church of St James, Winscombe, Somerset, 1863–64, chancel restoration and stained glass for the Rev. J A Yatman[23]
- Church of St Helen, Kilnsea, East Riding of Yorkshire, 1864–65, partly paid for by Burges's father, Alfred[24]
- Church of St Mary, Forthampton, Gloucestershire, 1864–66, chancel restoration and fittings for the Yorke family [25]
- St Anne's Court, Soho, 1864–66 – model lodgings for Lachlan Mackintosh Rate. Since demolished.[20]
- Church of St Nicholas, Charlwood, Surrey, 1864–67[26]
- Worcester College, Oxford, 1864–69 – redecoration of the Chapel and 1873–79 – redecoration of the Hall. The latter is substantially altered with little of Burges's work remaining, the former complete.[27]
- Oakwood Hall, Bingley, Yorkshire, 1864–65 – internal decoration, in collaboration with Edward Burne-Jones. Since altered[20]
- Church of St Peter, Carrigrohane, County Cork, Ireland 1865 – extensions for the Reverend Robert Gregg[20]
- Skilbeck's Warehouse, Luân Đôn, 1865–66 – remodelling of a drysalter's warehouse on Upper Thames Street. Since demolished[28]
- Holy Trinity Church Templebreedy, Crosshaven, County Cork, Ireland, 1866–68[20]
- Church of St Margaret of Antioch, Darenth, Kent, 1866–68 – restoration for the Reverend R P Coates[20]
- Cardiff Castle, Glamorgan, 1866–1928 – reconstruction and restoration for Lord Bute[29]
- St Michael and All Angels Church, Lowfield Heath, Sussex, 1867–68[20]
- Knightshayes Court, Tiverton, Devon, 1867–74[20]
- St Michael's Church, Brighton, Sussex, 1868 – designs for extensions, 1892–99 – designs executed[30]
- Church of St John the Baptist, Outwood, Surrey, 1869[20]
- Milton Court, Dorking, Surrey, 1869–80 – refurbishment for Lachlan Mackintosh Rate[31]
- Chevithorne Vicarage, Chevithorne, Devon, 1870–71 – for Sir John Heathcoat-Amory[32]
- Church of Christ the Consoler at Skelton-on-Ure, Yorkshire, 1870–76 – memorial church for Lady Mary Vyner[33]
- St Mary's, Studley Royal, near Fountains Abbey, Yorkshire, 1870–78 – memorial church and associated Choristers House for Lord Ripon[34]
- Park House, Cardiff, 1871–80 – for Lord Bute's chief engineer, James McConnochie and previously known as McConnochie House[35]
- Speech Room, Harrow School, 1871–77[20]
- Church of All Saints, Murston, Kent, 1872–73[20]
- St Faith's, Stoke Newington, Luân Đôn, 1872–73 – badly damaged by a flying bomb in 1944 and since demolished[20]
- Castell Coch, Glamorgan, 1872–91 – recreation for Lord Bute[29]
- The Choristers House, St Mary's, Studley Royal, Yorkshire, 1873 – estate cottage[36]
- Mount Stuart House Isle of Bute, oratory, 1873–75 – for Lord Bute[37]
- Trinity College, Hartford, Connecticut, United States, 1873–82 – Seabury, Northam and Jarvis Halls, collectively the Long Walk[38]
- The Tower House, Melbury Road, Kensington, 1875–81 – for himself[20]
- Church of St John, Cumnock, 1878-80 - completed after Burges's death[39]
- Anglican Church, Mariánské Lázně, Czech Republic, 1879 – memorial church for Mrs Anna Scott.[40]

### Thiết kế không được thực hiện
- Lille Cathedral, 1856[41]
- St Francis Xavier's Cathedral, Adelaide, 1856[42]
- Colombo Cathedral, Ceylon[42]
- Crimea Memorial Church, 1856–61[43]
- St John's Cathedral, Brisbane, 1859[44]
- Florence Cathedral, West front, 1862[45]
- Sir Jamsetjee Jeejebhoy School of Art, Bombay 1865–66[46]
- Royal Courts of Justice, Luân Đôn, 1866–67[47]
- St Paul's Cathedral, Luân Đôn, 1870–77 – interior decoration[48]
- St Mary's Cathedral, Edinburgh (Episcopal), Edinburgh, 1873[49]
- Lahore Cathedral, 1878[50]
- Truro Cathedral, 1878[51]

### Thiết kế nội thất
- The Yatman cabinet, 1858 – the Victoria and Albert Museum[52]
- St. Bacchus sideboard, 1858 – Detroit Institute of Arts[53]
- The Architecture cabinet, 1859 – National Museum Wales[52]
- The Mirrored buffet, 1859 – present location unknown[54]
- Sideboard and wine cabinet, 1859 – the Art Institute of Chicago[55]
- Wines and Beers sideboard, 1859 – Victoria and Albert Museum[56]
- The Great Bookcase, 1859–62 – Ashmolean Museum[57]
- Font at St Peter's Church, Draycott, Somerset, 1861 – controversially offered up for sale by Bath & Wells in 2007, but retained on appeal[58]
- Taylor bookcase, 1862 – The Higgins Art Gallery & Museum, Bedford[59]
- Narcissus washstand, 1865 – The Higgins Art Gallery & Museum, Bedford[60]
- Burges's bed, 1865 – The Higgins Art Gallery & Museum, Bedford[61]
- Crocker dressing table, 1867 – The Higgins Art Gallery & Museum, Bedford[62]
- The Clock cabinet, 1867 – Manchester City Art Gallery[63]
- Zodiac settle, 1869–70 – The Higgins Art Gallery & Museum, Bedford,[64] purchased by the museum in February 2011 and due for display on the museum's re-opening in 2013[65]
- Nursery wardrobe, 1875 – The Higgins Art Gallery & Museum, Bedford[66]
- The 'Golden' bed, 1879 – Knightshayes Court, Devon[67] on loan from the Victoria and Albert Museum[68]
- Philosophy cabinet, 1878–79 – designed for the guest bedroom at The Tower House, now in a private collection[69]